# 帕索約瓦伊
帕索約瓦伊（西班牙語：Paso Yobái），是巴拉圭的城鎮，位於該國東南部，由瓜伊拉省負責管轄，始建於1923年，面積640平方公里，2002年人口20,575，人口密度每平方公里32.15人。